# Juan Torales
Juan Bautista Torales (9 marzo 1956) è un ex calciatore paraguaiano, di ruolo difensore.

## Palmarès

### Nazionale
- Campeonato Sudamericano de Football: 1

Copa América 1979